# منذر الكبير
منذر الكبيّر، هو مدرب كرة قدم تونسي. كلاعب ، نشط الكبيّر في النادي الرياضي البنزرتي وكان يشغل خطة مدافع محوري. عمل في بداية مسيرته كفني في عدة نوادي من الدرجة الثانية كأمل جربة وجمعية جربة ومستقبل القصرين. درّب فريقه الأم في مواسم 1997-1998 و2000-2001 و2002-2003 كما اشرف لفترة على الإدارة الفنية للشبان في النادي. عين في 5 أكتوبر 2010 كمدرب للنجم الرياضي الساحلي وبقي في المنصب إلى 27 فيفري 2013 تاريخ إقالته. عاد مجددا في 12 مارس 2013 لتدريب النادي الرياضي البنزرتي.

## الإنجازات

### كمدرب

#### النادي
النادي الرياضي البنزرتي
- كأس تونس : 2013

#### المنتخب
تونس
- كأس العرب الوصيف : 2021

## روابط خارجية
- منذر الكبير على موقع قاعدة بيانات كرة القدم.إي يو (الإنجليزية)